# Sandalenfilm

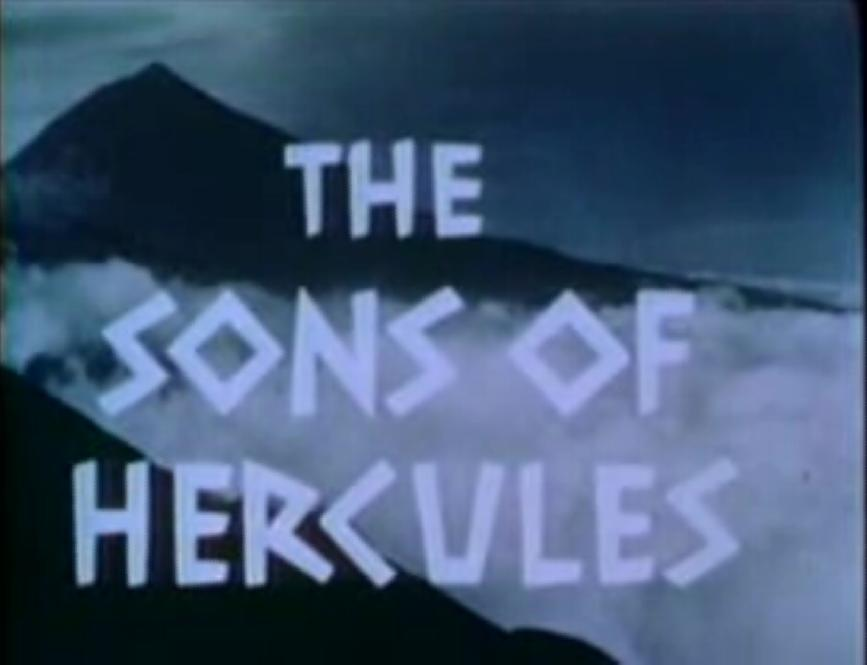
Ercole l'invincibile, in Amerika bekend als The Sons of Hercules, is een typisch Italiaanse sandalenfilm

De sandalenfilm is een filmgenre waarin het verhaal zich afspeelt in de klassieke oudheid. Vaak gaat het om avonturenfilms die gesitueerd zijn in het oude Griekenland of het oude Rome. Niet zelden worden historische feiten vermengd met elementen uit de Griekse, Romeinse of andere mythologieën.

## Ontwikkeling van het genre
De klassieke oudheid werd al in de begindagen van de cinema gebruikt als decor voor films. Een voorbeeld hiervan is D.W. Griffiths Intolerance uit 1916.
Het genre kwam tot bloei in de jaren 1950, met grote producties als The Ten Commandments (1956),  Ben-Hur (1959), Spartacus (1960) en Cleopatra (1963). Deze producties hadden veel succes in Amerika en Europa.
Hierop volgde in de jaren 1960 een hausse aan goedkoper geproduceerde sandalenfilms, voornamelijk uit Italië (zoals de spaghettiwestern de Amerikaanse western opvolgde). Onder deze titels zaten onder andere Ercole l'invincibile, Devil of the Desert Against the Son of Hercules en Maciste contro il vampiro. De makers van deze producties namen het minder nauw met de historische realiteit.
In de jaren 1970 was de sandalenfilm minder populair, maar in de jaren 1980 zorgde Conan the Barbarian voor een nieuwe belangstelling voor het genre. Ook deze film bracht een hausse aan imitaties mee.
In de jaren 2000 was er een nieuwe golf van sandalenfilms, met producties als Gladiator, Troy en 300.